# マイケル・ジアッチーノ
マイケル・ジアッチーノ（Michael Giacchino; イタリア語発音: [dʒakˈkiːno] 発音例、1967年10月10日 - ）はアメリカ合衆国の作曲家。アメリカ、ニュージャージー州リバーサイド生まれ。
音楽家としての活動を始めたのは1995年頃で、当初は家庭用ゲーム、アーケードゲームなどの音楽の作曲を中心としていた。その後、徐々に知名度を上げ、やがてテレビドラマやハリウッド映画の音楽も担当するようになり、2009年のアニメ映画『カールじいさんの空飛ぶ家』ではアカデミー作曲賞を受賞した。
日本における片仮名表記はイタリア語の発音に近い「ジアッキーノ」のほか、英語読みの「ジアッチーノ」「ジアッキノ」も用いられるが、発音に関しては本人のツイッターのプロフィール欄にて「JUH-KEY-NO」であると明記されており、「ジアッキーノ」表記がこれに最も近い。

## 概要
1999年、『メダル・オブ・オナー』での音楽が高評価を受ける。
2001年にJ・J・エイブラムスのテレビドラマ『エイリアス』の音楽を担当したのがきっかけで、エイブラムス製作によるテレビ番組（『LOST』『FRINGE』『Alcatraz』）の音楽を続けて担当。
2004年、『Mr.インクレディブル』（ピクサーのアニメ映画、ブラッド・バード監督）で劇場作品の音楽を初担当。続けて、同じバード監督の『レミーのおいしいレストラン』でも起用され、さらには『カールじいさんの空飛ぶ家』（アカデミー作曲賞、グラミー賞を受賞）と、ピクサー作品の音楽を次々と担当。
実写映画では、2006年にエイブラムスの劇場版初監督作品となったアクション映画『ミッション:インポッシブル3』の音楽を担当し、やはりエイブラムスが製作した『クローバーフィールド/HAKAISHA』や『スター・トレック』でも続投。その合間に、『スピード・レーサー』といった話題作の音楽も担当している。
2008年度のアカデミー賞授賞式では音楽監督を務めた。
2011年12月公開の映画『ミッション:インポッシブル/ゴースト・プロトコル』では、エイブラムス（製作・脚本）とバード（監督）の両者と組んだ。
2020年配信のテレビドラマアンソロジーシリーズ『スタートレック:ショートトレック』シーズン2では一話の監督を務めた。

## ディスコグラフィ

### テレビゲーム音楽
- 1995年 ミッキーマニア
- 1995年 ドナルドのマウイマラード　(en:Maui Mallard in Cold Shadow）
- 1997年 ロストワールド：ジュラシックパーク（コンソール・ゲーム）　（en:The Lost World: Jurassic Park (console game)）
- 1997年 ジュラシック・パーク：カオス・アイランド　（en:Jurassic Park: Chaos Island）
- 1999年 メダル・オブ・オナー
- 2000年 メダル・オブ・オナー：アンダーグラウンド　（en:Medal of Honor: Underground）
- 2002年 メダル・オブ・オナー：アライド・アサルト
- 2002年 メダル・オブ・オナー 史上最大の作戦
- 2003年 コール オブ デューティー
- 2003年 シークレットウェポン　オーバーノルマンディー　en:Secret Weapons Over Normandy
- 2004年 コール オブ デューティー:ユナイテッド オフェンシブ
- 2004年 コール オブ デューティー ファイネストアワー
- 2005年 マーセナリーズ
- 2006年 BLACK
- 2007年 メダル・オブ・オナー ヴァンガード ＊公式サイトの履歴には無いが、サウンドトラックに彼の名前有。
- 2007年 メダル・オブ・オナー エアボーン
- 2008年 ターニング・ポイント：フォール・オブ・リバティー　（en:Turning Point: Fall of Liberty)
- 2008年 en:Lost: Via Domus
- 2008年 フラクチャー

### テレビドラマ
- 2001-2006年　エイリアス
- 2004-2010年 LOST
- 2008-2013年 FRINGE/フリンジ
- 2012年 ALCATRAZ/アルカトラズ

### 劇場映画
| 公開年 | 題名                                           | 備考                                                                              |
| ------ | ---------------------------------------------- | --------------------------------------------------------------------------------- |
| 2004   | Mr.インクレディブル                            | 初のアニメ映画作品。                                                              |
| 2005   | 幸せのポートレート                             |                                                                                   |
| 2005   | スカイ・ハイ                                   |                                                                                   |
| 2006   | ミッション:インポッシブル3                     |                                                                                   |
| 2007   | レミーのおいしいレストラン                     | 第35回アニー賞音楽賞（映画）を受賞 （en:35th Annie Awards）                       |
| 2008   | クローバーフィールド/HAKAISHA                  | （エンド・タイトル曲“ROAR!”のみ）                                                 |
| 2008   | スピード・レーサー                             |                                                                                   |
| 2009   | スター・トレック                               |                                                                                   |
| 2009   | カールじいさんの空飛ぶ家                       | 第82回アカデミー賞作曲賞を受賞 第52回グラミー賞（最優秀インストゥルメンタル作曲） |
| 2009   | マーシャル博士の恐竜ランド                     |                                                                                   |
| 2010   | デイ&ナイト                                    |                                                                                   |
| 2010   | モールス                                       |                                                                                   |
| 2011   | カーズ2                                        |                                                                                   |
| 2011   | SUPER8/スーパーエイト                          |                                                                                   |
| 2011   | 50/50 フィフティ・フィフティ                   |                                                                                   |
| 2011   | 恋するモンテカルロ                             |                                                                                   |
| 2011   | ミッション:インポッシブル/ゴースト・プロトコル |                                                                                   |
| 2012   | ジョン・カーター                               |                                                                                   |
| 2013   | スター・トレック イントゥ・ダークネス          |                                                                                   |
| 2014   | 猿の惑星: 新世紀                               |                                                                                   |
| 2015   | ジュピター                                     |                                                                                   |
| 2015   | ジュラシック・ワールド                         |                                                                                   |
| 2015   | トゥモローランド                               |                                                                                   |
| 2015   | インサイド・ヘッド                             |                                                                                   |
| 2016   | ズートピア                                     |                                                                                   |
| 2016   | スター・トレック BEYOND                        |                                                                                   |
| 2016   | ドクター・ストレンジ                           |                                                                                   |
| 2016   | ローグ・ワン/スター・ウォーズ・ストーリー      |                                                                                   |
| 2017   | ザ・ブック・オブ・ヘンリー                     |                                                                                   |
| 2017   | スパイダーマン:ホームカミング                  |                                                                                   |
| 2017   | 猿の惑星: 聖戦記                               |                                                                                   |
| 2017   | リメンバー・ミー                               |                                                                                   |
| 2018   | ジュラシック・ワールド/炎の王国                |                                                                                   |
| 2018   | インクレディブル・ファミリー                   |                                                                                   |
| 2018   | ホテル・エルロワイヤル                         |                                                                                   |
| 2019   | スパイダーマン:ファー・フロム・ホーム          |                                                                                   |
| 2019   | ジョジョ・ラビット                             |                                                                                   |
| 2020   | すべてが変わった日                             |                                                                                   |
| 2021   | スパイダーマン:ノー・ウェイ・ホーム            |                                                                                   |
| 2022   | THE BATMAN-ザ・バットマン-                     |                                                                                   |
| 2022   | バズ・ライトイヤー                             |                                                                                   |
| 2022   | ジュラシック・ワールド/新たなる支配者          |                                                                                   |
| 2022   | ソー:ラブ&サンダー                             |                                                                                   |
| 2025   | ファンタスティック4:ファースト・ステップ       | [ 2 ]                                                                             |

### その他
- 2005年 スペース・マウンテン (アメリカ合衆国カリフォルニア州アナハイムのディズニーランドのアトラクション内のBGM)
- 2022年 『ウェアウルフ・バイ・ナイト』 (監督兼音楽)
- TBA 『Them!』  (監督兼音楽)

## 受賞歴
受賞
- 2001 Interactive Achievement Awards - Original Music Composition：『メダル・オブ・オナー アンダーグラウンド』
- 2003 ゲーム・デベロッパーズ・チョイス・アワード - Excellence in Audio：『メダル・オブ・オナー アライドアサルト』
- 2003 Original Music Composition - Original Music Composition：『メダル・オブ・オナー 史上最大の作戦』
- 2004 International Film Music Critics Association - スコア・オブ・ザ・イヤー：『Mr.インクレディブル』
- 2004 国際映画音楽批評家協会賞 作曲家賞
- 2004 ゲーム・デベロッパーズ・チョイス・アワード - Excellence in Audio：『コール オブ デューティー』
- 2005 エミー賞シリーズ部門劇中曲賞：『LOST』
- 2007 Film & TV Music Award for Best Score for a Short Film - Lifted
- 2007 StreamingSoundtracks.com Award for Composer of the Year
- 2008 第50回グラミー賞 （2007年分）最優秀サウンドトラックアルバム作曲（映画、テレビ、その他映像メディア向け）：『レミーのおいしいレストラン』
- 2009 アカデミー作曲賞：『カールじいさんの空飛ぶ家』
- 2010 第52回グラミー賞（2009年分）最優秀インストゥルメンタル作曲：『カールじいさんの空飛ぶ家』

ノミネート
- 2008 アカデミー作曲賞：『レミーのおいしいレストラン』